# Cezijum hidrid
Cezijum hidrid (CsH) je jedinjenje cezijuma i vodonika. On je bio prva supstanca koja je generisana putem svetlošću indukovanog formiranja čestica u metalnoj pari.
Jezgra cezijuma u CsH molekulu mogu da budu hiperpolarizovana putem interakcija s parom cezijuma u procesu poznatom kao spinska razmena optičkim pumpanjem. Taj proces može da poveća nuklearno magnetno rezonantni (NMR) signal jezra cezijuma za jedan red veličine.

## Kristalna struktura
Na sobnoj temperaturi i atmosferskom pritisku, CsH ima istu strukturu sa NaCl.